# Anapu
Anapu es un municipio brasileño del estado de Pará. Se localiza a una latitud 03º28'20" sur y a una longitud 51º11'52" oeste, estando a una altitud de 96 metros. Su población estimada en 2004 era de 38 021 habitantes.
Posee un área de 11951,79 km².

## Historia
El topónimo Anapu proviene del Río Anapu, cuyo nombre proviene del tupí 'anã', que significa "Fuerte" y 'pu', ruido: ruido fuerte. El municipio fue creado por la ley estatal 5929 del 28 de diciembre de 1995, separado de Pacajá y senador José Porfirio e instalado el 1 de enero de 1977.